# ديستين أرنولد
ديستين دومينيك أرنولد (بالإنجليزية: Destinee Arnold)‏ (مواليد 1993) حاملة لقب مسابقة ملكة جمال بليز والتي توجت بمسابقة ملكة جمال الكون بليز 2019 ، في مركز مدينة بليز المدني في 26 من عمرها، حيث أصبحت الممثلة الرسمية لبدها بليز في مسابقة ملكة جمال الكون 2019.

## نشأتها
ولدت ديستين وتعيش في هدير كريك ، بليز. درست علم الاجتماع في جامعة ولاية كاليفورنيا ، حصلت على لقب لا رينا دي لا كوستا مايا 2013 .

## الروابط الخارجية
- Miss Universe Belize on Facebook

| الجوائز و الإنجازات | الجوائز و الإنجازات  | الجوائز و الإنجازات |
| ------------------- | -------------------- | ------------------- |
| سبقه جينيلي فريزر   | ملكة جمال بليز ‏ 2019 | تبعه ايريس سالغويرو |